# マヌエラ・カルメーナ・カストリージョ
マヌエラ・カルメーナ・カストリージョ（Manuela Carmena Castrillo, マドリード、1944年2月9日 - ）はスペインの法律家、最高裁判所名誉判事、政治家。2015年から2019年までマドリード市長を務めた。

## 経歴
1944年2月9日マドリードに生まれる。1965年大学を卒業、法学士号を取得、労働者擁護の弁護士として働き、フランコ独裁時代には2度の逮捕経験を持ち、1977年のアトーチャ虐殺事件（matanza de Atocha de 1977）では労働法専門の弁護士事務所を共同で設立した。また1965年にはスペイン共産党（PCE）に入党。カルメーナはPCEを離党し、1981年1月から判事としての道を歩み始めた。裁判所内に蔓延していた「不正」に対して判事として毅然と戦った。1986年人権についての国内賞の表彰を受けた。司法総評議会（Consejo General del Poder Judicial）の統一左翼（IU）による推薦理事で、進歩的な専門職協会である「民主主義のための判事」（Jueces para la Democracia）の創設者の一人でもあった。
刑務所監督判事（juez de vigilancia penitenciaria）でマドリードの刑務所監督判事nº1のタイトルを持ち、1993年にはマドリード主席判事（juez decana）に選ばれた。また、タバカレーラ事件裁判（caso Tabacalera）にも関わった。
また、国連の恣意的拘束に関する作業部会の議長＝報告者として、赤道ギニア、ホンジュラス、ニカラグア、南アフリカ他を訪問している。2011年9月にはパチ・ロペスバスク自治州政府から警察の権力乱用による犠牲者への対応についての顧問に任命された。
2010年に判事を退職、現在社会労働党（PSOE）系のシンクタンクで、元首相のフェリーペ・ゴンサーレス、ホセ・ルイス・ロドリゲス・サパテーロなどもメンバーとなっているアルテルナティーバス財団（Fundación Alternativas）の理事会メンバーとなっている。
その後、服役者による生産品を扱う共同事業会社"Yayos Emprendedores"（積極的なおじいちゃんおばあちゃんたちの意）を立ち上げるために隠居生活からの復帰を決意した。事業会社は利益を追求せず、すべての収益を服役者や従事している労働者に分配し、また原材料費やこの社会プロジェクトにあてている。

### マドリード市長
2015年、同年5月24日の自治体選挙でのアオーラ・マドリードの候補者予備選挙に名乗りを上げ、63%の支持を得て同党の候補者リスト筆頭、言い換えると首長候補に選出された。

選挙結果はおよそ31.85%の票を獲得、20議席を得て、エスペランサ・アギーレを筆頭候補とした国民党に次ぐ第二党となった。アントニオ・ミゲル・カルモーナ（Antonio Miguel Carmona）率いるマドリード社会党の支持を得て2015年6月13日マドリード市長に就任した。
- 選挙運動中のカルメーナ
- 左からイネス・サバネス、テレサ・リベラ環境移行大臣、カルメーナ（2018年7月3日）
- マドリードで開催されたプライド・パレードに参加（2018年7月7日）
- フロレンティーノ・ペレスと（2019年4月2日）

## 著作
- 1997 - Crónica de un desorden: Notas para reinventar la Justicia, Ed. Alianza
- 2014 - Por qué las cosas pueden ser diferentes: Reflexiones de una jueza, Ed. Clave Intelectual